# Sportsdans
Sportsdans er dans drevet som konkurrenceidræt. Selvom sportsdans i dag er en fællesbetegnelse for alle dansearter som dyrkes på konkurrenceplan, forbinder mange sportsdans med konkurrencer i de klassiske pardanse (ballroom dances, dansk: selskabsdans), hvilket traditionelt omfatter ti danse fordelt i henholdsvis 5 såkaldte standarddanse og 5 latinamerikanske danse. I traditionel sportsdans afholdes både konkurrencer, hvor danserne konkurrerer i enten standard eller latinamerikanske danse, men også kombinationsturneringer hvor danserne dyster i alle 10 danse.
Herudover er der igennem de seneste 100 år opstået mange nye dansearter, som i dag dyrkes som konkurrenceidræt på samme måde som den klassiske sportsdans. De nyere danseformer omfatter bl.a. Swing danse (Rock'n'roll, Boogie Woogie, Lindy Hop, Bugg), moderne dansesformer (Showdance, Disco, Cheer, Hip Hop, Breaking) m.fl.
Selvom sportsdans er en relativ lille sportsgren i Danmark, er Danmark en af de førende dansenationer i verden med over 25 medaljevindere ved europa- og verdensmesterskaberne alene indenfor de seneste 10 år.

## Historie
Sportsdansens oprindelse starter med opblomstringen af de moderne selskabsdansene fra især Storbritannien. Omkring 1770 blev selskabsdansen revolutioneret med introduktionen af de i datiden stærkt provokerende pardanse. Før denne tid, blev standardiserede danse med præ-definerede trin og bevægelser primært praktiseret i de øverste sociale samfundslag, hvor de tog form som kontrollerede fællesdanse, hvor flere par dansede sammen i nøje bestemte koreografier i forbindelse med særlige baller, ceremonier og andre selskabelige lejligheder. Disse danse forsvandt langsomt i denne periode til fordel for de mere "intime" pardanse, hvor man nu dels dansede sammen to og to i par, og dels som mand og kvinde holdt om hinanden i tæt kontakt. Særligt valsen gik sin sejrsgang gennem Europa i denne periode, hvor den ligeledes blev en del af bryllupsritualet i Danmark.
Omkring år 1900 blev der før første gang afholdt konkurrencer i dans. I USA afholdt man allerede i 1892 den første konkurrence i cake-walk. Dette nye fænomen med at konkurrere i dans blev fulgt op af Europa, hvor der i 1907 var den første konkurrence i tango. Det fandt sted i Paris og blev en kæmpe succes. De første uofficielle verdensmesterskaber i standarddanse blev afholdt i 1909, og siden sidst i 1920'erne også europamesterskaber. Efter anden verdenskrig blev der også afholdt mesterskaber i latinamerikanske danse og senere kombinationturneringer i alle 10 danse.
Op gennem den første halvdel af 1900-tallet fik sportsdansen tilføjet flere nye dansearter som enten erstattede og supplerede de ældre. De nye dansearter opstod især i takt med at nye musikgenrer vandt folkelig popularitet - særligt blandt den yngre generation. I starten blev sportsdansen tydeligt inspireret af fremmede, eksotiske kulturer, hvor danseformer blev introduceret og gjort ’vestlige’. Senere spillede især rock'n'roll og hip hop musikkens indtog stor rolle. I dag er antallet af danse fastlagt til 5 standarddanse og 5 latinamerikanske danse, men disse danse har udviklet sig (og udvikler sig stadig) i en sådan grad, at de ikke længere ligner de oprindelige folkelige danse. Bl.a. har sportsdansens tango og samba i dag kun få ligheder med henholdsvis den argentinske tango og karnevalsdansen fra Brasilien.
Desuden tilføjes stadig flere dansearter som selvstændige konkurrenceformer. Mest populære er salsa, argentinsk tango, hip hop, breaking (break dance) og disco - mens langt nyere dansearter såsom poledance og twerking først i disse år begynder at udvikle sig til mulige konkurrencedanse.

### Organisering
Gennem 1920'erne begyndte sportsdansen at tage form som organiseret sport i flere europæiske lande. Det var dog først i 1929, hvor en gruppe af engelske danselærere definerede standarder for den engelske "Ballroom Dancing", at udviklingen af sportsdansen for alvor tog fart. Resultatet var de såkaldte 'teknikbøger' som beskrev standardiserede trin og grundfigurer i konkurrencedansene, hvilket stadig ligger til grund for standard- og latinamerikansk konkurrencedans den dag i dag. Bøgerne var ment som et værktøj til en mere ensrettet undervisning på engelske danseskoler, men dannede et fælles grundlag for at kunne konkurrere i dans på tværs af lande. Dette gav dog også anledning til en stadig eksisterede diskussion om dans som social aktivitet drevet af professionelle danselærere eller som sport i olympisk forstand.
I 1935 gik 9 danseforbund i forskellige europæiske lande sammen om stiftelsen af Fédération Internationale de Danse pour Amateurs (FIDA) den 10. september 1935 in Prag. Forbundet afhold det første verdensmesterskab for amatør-sportsdansere året efter i 1936 i Bad Nauheim, Tyskland. Det var dog en hård periode, hvor dels anden verdenskrig og dels magtkampe med forskellige professionelle danse- og danselærer organisationer gav udfordringer for forbundet. FIDA eksisterende i 20 år frem til ophøret af alle aktiviteter i 1956. I 1957 blev et nyt internationalt forbund stiftet: International Council of Amateur Dancers (ICAD). ICAD havde større succes med at skaffe flere medlemmer (medlemslande), men havde fortsat problemer med professionelle danseorganisationer. 
I 1990 skiftede ICAD navn til International DanceSport Federation (IDSF) i forbindelse med forbundets ambition om at blive optaget som disciplin i det olympiske program. Her blev ordet 'DanceSport' opfundet for at understrege at forbundet ville skubbe dansen i en langt mere sportslig retning end øvrige danseforbund. I 1995 blev IDSF optaget i General Association of International Sports Federations og i 1997 anerkendt som sport af den Internationale Olympiske Komité (IOC).
I 2011 ændrede IDSF navn til World DanceSport Federation (WDSF) og består i dag af 90 medlemslande hvor af 66 er anerkendt af deres nationale olympiske komité. I Danmark er WDSF repræsenteret af Danmarks Sportsdanser forbund (DS).

### Sportsdans som OL disciplin
WDSF søgte i 1990 om optagelse i det olympiske program. IOC har dog sat visse krav for optagelsen som WDSF har måtte inkorporere bl.a. krav om indførelse af anti-doping regler, samt udvikling af et nyt, mere objektivt bedømmelsessystem i stil med skøjtedans. På trods af sportsdans flere gange har været del af World Games, er det dog ikke lykkedes endnu at få traditionel sportsdans med til OL. Dog blev Breaking i 2016 udtaget som ny disciplin ved ungdoms OL. Første deltagelse af breakning vil være ved Ungdoms OL i 2018.
8. december 2020 kom den bedste og største julegave i dansens historie til dato, den længe ventede annoncering af at Breaking bliver en del af de Olympiske Lege, og at breaking dermed vil være en del af legene første gang i Paris 2024.

### Konflikt med professionelle
WDSF er langt fra det eneste internationale sportsdanserforbund, og forbundet har gennem tiden været i konflikt med flere forbund for professionelle dansere og danselærere. Den 3. oktober 1965 i Bremen indgik WDSF (dav. ICAD) en 'fredsaftale' med den største professionelle danseorganisation: World Dance Council (WDC) (dav. ICBD). WDSF skulle fremover varetage internationale mesterskaber for amatør-sportsdansere, mens WDC skulle gøre det samme for professionelle dansere. Denne aftale løb frem til 2007, hvor WDC bød aftalen ved at danne WDC Amateur League - en konkurrence-liga for amatørdansere - og satte de to forbund i konflikt. WDSF svarende igen i 2010 ved at stifte Professional Division for professionelle dansere.
Som del af konflikten forbød WDSF deres dansere at deltage i turneringer, der ikke var godkendt af WDSF eller et WDSF medlemsland. Dette ramte blandt andet turneringer arrangeret af WDC i Amateur League. Denne politik blev dog fjernet i 2012 efter pres fra dansere og medlemslande.
I Danmark har der ligeledes været konflikt mellem Danmarks Sportsdanserforbund (DS) og foreningen De Danske Danseskoler (DDD) ad flere omgange. Senest har der været debat om konkurrenceforvridning mellem frivillige danseforeninger og private danseskoler.

## Konkurrencer
Ved konkurrencer danser mellem 6 og 12 par ad gangen på et stort gulv. I indledende runder, bliver de bedste par udpeget af et dommerpanel. De par, som har flest dommermarkeringer går videre til næste runde. På den måde halveres antallet af par fra runde til runde. Når der er omkring 12 par tilbage afholdes en semifinale, som traditionelt halveres til en finale bestående af omkring 6 par. 
I finalen giver dommerne hvert par en placering fra 1 til 6. Det par med flest 1-taller vinder. Bedømmelsen gives af et dommerpanel bestående af 7-9 dommere, som dømmer efter fastsatte dommerkriterier. Ved internationale konkurrencer i WDSF, samt nationale turneringer arrangeret under Danmarks Sportsdanseforbund skal parrene bedømmes efter 4 kriterier:
1. Technical Quality
2. Movement to Music
3. Partnering Skills
4. Choreography and Presentation

### Absolute Judgement System
Som et forsøg på at imødekomme krav fra IOC for at få sportsdans på det olympiske program, har WDSF indført et nyt bedømmelsessystem ved internationale mesterskaber og grand slam turneringer. I dette bedømmelsessystem gives parrene point fra 1-10 inden for hver bedømmelseskriterium i kvartfinalen, semifinalen og finalen. Det er et dommerpanel bestående af 12 dommere som afgiver point til hvert par i hver dans. Parret med den højeste point-sum udråbes som vinder, hvorved systemet derfor går væk fra det komparative princip hvor parrene traditionelt sammenlignes for at finde frem til vinderen. 
Det nye bedømmelsessystem blev første gang brugt i 2009 i Shanghai, og er blevet revideret og forbedret flere gange derefter. I 2017 blev der således lanceret version 3.0 af bedømmelsessystemet, som bl.a. introducerede at dommere kan benytte kvarte point. Systemet benyttes endnu ikke ved nationale turneringer og mesterskaber i Danmark.

## Sportsdans i Danmark
I Danmark har der gennem tiderne været stor tradition for dans, og de moderne pardanse vandt ligeledes voldsom popularitet i begyndelsen af 1900-tallet. Den moderne pardans skabte blandt andet stor bekymring i mere folkelige kredse, da man frygtede, at bøndernes rituelle folke- og polkadanse ville forsvinde. Som modværge blev ’Foreningen for Folkedansens Fremme’ dannet, mens den moderne og mere borgerligt funderede pardans blev organiseret og udbredt via oprettelsen af private kommercielle danseskoler i byområderne, hvor der var tydelige spor af opdragelseseffekter. Den moderne pardans og private danseundervisning blev tidligere ofte betragtet som et obligatorisk led i god dannelse og i den ’borgerlige børneopdragelse’ - og var i 1930’erne og op til 1950’erne en af de absolut mest populære fritidsaktiviteter blandt børn. Op mod 75 pct. af en børneårgang på ét eller andet tidspunkt havde ’gået til dans’ - dog var det som oftest af tvang fra forældrenes side og kun sjældent af lyst. Organiseret dans er i dag, i modsætning til tidligere, en selvvalgt fritidsaktivitet, hvilket har medvirket til et ganske drastisk fald i andelen af børn, der går til dans i danseskoler eller -foreninger. På trods af dette er Danmark stadig en af de mest succesfulde dansenationer med over 25 medaljer ved europa- og verdensmesterskaber blot inden for de seneste 10 år.
Udviklingen af sportsdans i Danmark starter allerede tilbage i 1917, da en gruppe københavnske danselærere stiftede 'Danse-ringen'. Foreningen afholdte medlemsmøder og udsendte repræsentanter til dansekongresser i udlandet. Målet med foreningen var at danselærerene skulle undervise i et ensartet repertoire af autoriserede danse, som var godkendt af foreningens danseudvalg. Dette var dog ikke populært hos alle og i 1923 udsprang derfor et nyt forbund: 'Terpsichore'. De to forbund brugte enhver lejlighed til at bekrige hinanden.
I 1921 afholdt Danse-ringen en stor dansekonkurrence i Tango, Vals og Mississippi Trot. Konkurrencen blev afholdt Idrætshuset i København og blev overværet af bl.a. kongeparret og repræsentanter fra regeringen. Senere i 1933 lykkedes det dog de to forbund at skabe et samarbejde med avisen BT om at afholde de første danske mesterskaber i standarddanse. Mesterskaberne blev afholdt i Odd Fellow Palæet i København. Samarbejdet med avisen varede i flere år og gav et enormt pust til dansk sportsdans. I 1934 blev det første landskamp mellem Danmark og England afholdt, som England vandt. Holdkampene fortsatte årligt gennem flere årtier, kun afbrudt af 2. verdenskrig. De to danseforbund blev siden hen til foreningen De Danske Danseskoler (DDD), som fortsat arrangerer danseturneringer i hele landet og er medlem af det internationale danseforbund WDC.
Danmarks Sportsdanserforbund (DS) (dengang: Dansk Sportsdanser Forbund) blev stiftet i 1969 som en del af udviklingen i at føre dans i en endnu mere sportslig retning. Det var dog først da DS blev optaget som medlem af Dansk Idræts Forbund (DIF) i 1972 at sportsdans som konkurrenceidræt blev en realitet. Det var dog ikke uden væsentlige forbehold. Dansen var op gennem den første halvdel af 1900-tallet i en streng sportslig optik ikke betragtet som en ’rigtig’ sport, fordi de dansende ikke primært dansede med henblik på at konkurrere, men mere dansede for dansens egen skyld. Dertil kommer at sportsdans i højere grad bliver vurderet på dansens udførelse og skønhed, og ikke på objektive kriterier, som eksempelvis tid, længde eller antal mål.
I 1978 blev der taget initiativ til at afholde en årlig international dansekonkurrence i København: Copenhagen Open, hvilket er blevet afholdt hvert år lige siden med stor international deltagelse. I løbet af årene har der været forholdsvis mange internationale turneringer og mesterskaber på dansk jord - delvist grundet Danmarks lange historie med sportsdans, samt danske danseres succes hvilket har positioneret Danmark som en af de førende dansenationer i dag. Blandt de mest kendte danske verdensmestre i sportsdans er Anne-Margrete Laxholm, Jens Werner og Allan Tornsberg som alle ligeledes har været dommere i TV2 programmet "Vild med Dans".
DS er i dag medlem af det internationale forbund WDSF.

### Danske medaljetagere ved EM og VM
Verdensmesterskaber og europamesterskaber i sportsdans afholdes begge årligt og arrangeres af WDSF (tidl. IDSF) og WDC (tidl. WD&DSF) for amatører og professionelle dansere. Danmark har gennem tiden været en af de mest succesfulde nationer til disse mesterskaber, sammen med bl.a. England, Tyskland, Rusland, Italien og Norge.
| Medalje | Par                                          | Stævne            | Disciplin          | År   | Forbund             |
| ------- | -------------------------------------------- | ----------------- | ------------------ | ---- | ------------------- |
| Sølv    | Hans Henrik Laxholm / Anne-Margrethe Laxholm | Verdensmesterskab | Standard           | 1978 | Amatør (WDSF)       |
| Guld    | Hans Henrik Laxholm / Anne-Margrethe Laxholm | Verdensmesterskab | Standard           | 1979 | Amatør (WDSF)       |
| Guld    | Hans Henrik Laxholm / Anne-Margrethe Laxholm | Verdensmesterskab | Standard           | 1980 | Amatør (WDSF)       |
| Sølv    | Glenn Weiss / Gillian Thickett               | Verdensmesterskab | Standard           | 1983 | Amatør (WDSF)       |
| Guld    | Glenn Weiss / Gillian Thickett               | Verdensmesterskab | Standard           | 1984 | Amatør (WDSF)       |
| Guld    | Glenn Weiss / Gillian Thickett               | Verdensmesterskab | Standard           | 1985 | Amatør (WDSF)       |
| Bronze  | Jens Werner / Charlotte Jørgensen            | Verdensmesterskab | Standard           | 1992 | Amatør (WDSF)       |
| Sølv    | Jens Werner / Charlotte Jørgensen            | Verdensmesterskab | Standard           | 1993 | Amatør (WDSF)       |
| Guld    | Jens Werner / Charlotte Jørgensen            | Verdensmesterskab | Standard           | 1994 | Amatør (WDSF)       |
| Bronze  | Brian Eriksen / Marianne Eihilt              | Verdensmesterskab | Standard           | 2001 | Amatør (WDSF)       |
| Bronze  | Emanuel Valeri / Tania Kehlet                | Verdensmesterskab | Standard           | 2009 | Amatør (WDSF)       |
| Sølv    | Emanuel Valeri / Tania Kehlet                | Verdensmesterskab | Standard           | 2010 | Amatør (WDSF)       |
| Guld    | Emanuel Valeri / Tania Kehlet                | Verdensmesterskab | Standard           | 2011 | Amatør (WDSF)       |
| Sølv    | Emanuel Valeri / Tania Kehlet                | Verdensmesterskab | Standard           | 2012 | Amatør (WDSF)       |
| Guld    | Emanuel Valeri / Tania Kehlet                | Verdensmesterskab | Standard           | 2013 | Amatør (WDSF)       |
| Sølv    | Colin James / Lene James Mikkelsen           | Verdensmesterskab | Latin              | 1982 | Amatør (WDSF)       |
| Bronze  | Colin James / Lene James Mikkelsen           | Verdensmesterskab | Latin              | 1983 | Amatør (WDSF)       |
| Guld    | Colin James / Lene James Mikkelsen           | Verdensmesterskab | Latin              | 1984 | Amatør (WDSF)       |
| Bronze  | Allan Tornsberg / Vibeke Toft                | Verdensmesterskab | Latin              | 1990 | Amatør (WDSF)       |
| Sølv    | Allan Tornsberg / Vibeke Toft                | Verdensmesterskab | Latin              | 1991 | Amatør (WDSF)       |
| Guld    | Allan Tornsberg / Vibeke Toft                | Verdensmesterskab | Latin              | 1992 | Amatør (WDSF)       |
| Bronze  | Holger Nitsche / Charlotte Egstrand          | Verdensmesterskab | Latin              | 1996 | Amatør (WDSF)       |
| Guld    | Holger Nitsche / Charlotte Egstrand          | Verdensmesterskab | Latin              | 1997 | Amatør (WDSF)       |
| Sølv    | Klaus Kongsdal / Victoria Franova            | Verdensmesterskab | Latin              | 2002 | Amatør (WDSF)       |
| Bronze  | Klaus Kongsdal / Victoria Franova            | Verdensmesterskab | Latin              | 2003 | Amatør (WDSF)       |
| Sølv    | Klaus Kongsdal / Victoria Franova            | Verdensmesterskab | Latin              | 2004 | Amatør (WDSF)       |
| Bronze  | Peter Stokkebroe / Kristina Juel Stokkebroe  | Verdensmesterskab | Latin              | 2004 | Amatør (WDSF)       |
| Sølv    | Klaus Kongsdal / Victoria Franova            | Verdensmesterskab | Latin              | 2005 | Amatør (WDSF)       |
| Guld    | Peter Stokkebroe / Kristina Juel Stokkebroe  | Verdensmesterskab | Latin              | 2006 | Amatør (WDSF)       |
| Bronze  | Martino Zanibellato / Michelle Abildtrup     | Verdensmesterskab | Latin              | 2012 | Amatør (WDSF)       |
| Guld    | Troels Bager / Ina Jeliazkova                | Verdensmesterskab | Latin              | 2012 | Amatør (WDC)        |
| Guld    | Troels Bager / Ina Jeliazkova                | Verdensmesterskab | Latin              | 2013 | Amatør (WDC)        |
| Guld    | Troels Bager / Ina Jeliazkova                | Verdensmesterskab | Latin              | 2014 | Amatør (WDC)        |
| Bronze  | Morten Løwe / Roselina Doneva                | Verdensmesterskab | Latin              | 2014 | Amatør (WDC)        |
| Guld    | Morten Løwe / Roselina Doneva                | Verdensmesterskab | Latin              | 2015 | Amatør (WDC)        |
| Guld    | Morten Løwe / Roselina Doneva                | Verdensmesterskab | Latin              | 2016 | Amatør (WDC)        |
| Bronze  | Jens Werner / Charlotte Jørgensen            | Verdensmesterskab | 10-dans            | 1990 | Amatør (WDSF)       |
| Sølv    | Brian Eriksen / Marianne Eihilt              | Verdensmesterskab | 10-dans            | 1996 | Amatør (WDSF)       |
| Bronze  | Peter Stokkebroe / Kristina Juel Stokkebroe  | Verdensmesterskab | 10-dans            | 1998 | Amatør (WDSF)       |
| Bronze  | Peter Stokkebroe / Kristina Juel Stokkebroe  | Verdensmesterskab | 10-dans            | 1999 | Amatør (WDSF)       |
| Guld    | Peter Stokkebroe / Kristina Juel Stokkebroe  | Verdensmesterskab | 10-dans            | 2000 | Amatør (WDSF)       |
| Sølv    | Bjørn Bitsch / Ashli Williamson              | Verdensmesterskab | 10-dans            | 2009 | Amatør (WDSF)       |
| Guld    | Bjørn Bitsch / Ashli Williamson              | Verdensmesterskab | 10-dans            | 2010 | Amatør (WDSF)       |
| Guld    | Bjørn Bitsch / Ashli Williamson              | Verdensmesterskab | 10-dans            | 2011 | Amatør (WDSF)       |
| Guld    | Bjørn Bitsch / Ashli Williamson              | Verdensmesterskab | 10-dans            | 2012 | Amatør (WDSF)       |
| Guld    | Bjørn Bitsch / Ashli Williamson              | Verdensmesterskab | 10-dans            | 2013 | Amatør (WDSF)       |
| Bronze  | Nikolaj Lund / Marta Kocik                   | Verdensmesterskab | 10-dans            | 2017 | Amatør (WDSF)       |
| Guld    | Bjørn Bitsch / Ashli Williamson              | Verdensmesterskab | Showdance Standard | 2017 | Amatør (WDSF)       |
| Sølv    | Richard Wienecke / Karin Withander           | Europamesterskab  | Standard           | 1969 | Amatør (WDSF)       |
| Bronze  | Hans Henrik Laxholm / Anne-Margrethe Laxholm | Europamesterskab  | Standard           | 1977 | Amatør (WDSF)       |
| Bronze  | Hans Henrik Laxholm / Anne-Margrethe Laxholm | Europamesterskab  | Standard           | 1978 | Amatør (WDSF)       |
| Guld    | Hans Henrik Laxholm / Anne-Margrethe Laxholm | Europamesterskab  | Standard           | 1979 | Amatør (WDSF)       |
| Sølv    | Glenn Weiss / Gillian Thickett               | Europamesterskab  | Standard           | 1983 | Amatør (WDSF)       |
| Guld    | Glenn Weiss / Gillian Thickett               | Europamesterskab  | Standard           | 1984 | Amatør (WDSF)       |
| Guld    | Glenn Weiss / Gillian Thickett               | Europamesterskab  | Standard           | 1985 | Amatør (WDSF)       |
| Sølv    | Jens Werner / Charlotte Jørgensen            | Europamesterskab  | Standard           | 1991 | Amatør (WDSF)       |
| Bronze  | Jens Werner / Charlotte Jørgensen            | Europamesterskab  | Standard           | 1992 | Amatør (WDSF)       |
| Guld    | Jens Werner / Charlotte Jørgensen            | Europamesterskab  | Standard           | 1993 | Amatør (WDSF)       |
| Sølv    | Jens Werner / Charlotte Jørgensen            | Europamesterskab  | Standard           | 1994 | Amatør (WDSF)       |
| Bronze  | Brian Eriksen / Marianne Eihilt              | Europamesterskab  | Standard           | 2001 | Amatør (WDSF)       |
| Sølv    | Brian Eriksen / Marianne Eihilt              | Europamesterskab  | Standard           | 2002 | Amatør (WDSF)       |
| Bronze  | Emanuel Valeri / Tania Kehlet                | Europamesterskab  | Standard           | 2009 | Amatør (WDSF)       |
| Sølv    | Emanuel Valeri / Tania Kehlet                | Europamesterskab  | Standard           | 2011 | Amatør (WDSF)       |
| Sølv    | Emanuel Valeri / Tania Kehlet                | Europamesterskab  | Standard           | 2012 | Amatør (WDSF)       |
| Guld    | Emanuel Valeri / Tania Kehlet                | Europamesterskab  | Standard           | 2013 | Amatør (WDSF)       |
| Guld    | Emanuel Valeri / Tania Kehlet                | Europamesterskab  | Standard           | 2014 | Amatør (WDSF)       |
| Bronze  | Jan Gelineck / Jette Gileneck                | Europamesterskab  | Latin              | 1971 | Amatør (WDSF)       |
| Bronze  | Colin James / Lene James Mikkelsen           | Europamesterskab  | Latin              | 1982 | Amatør (WDSF)       |
| Guld    | Colin James / Lene James Mikkelsen           | Europamesterskab  | Latin              | 1983 | Amatør (WDSF)       |
| Bronze  | Allan Tornsberg / Vibeke Toft                | Europamesterskab  | Latin              | 1990 | Amatør (WDSF)       |
| Guld    | Allan Tornsberg / Vibeke Toft                | Europamesterskab  | Latin              | 1991 | Amatør (WDSF)       |
| Guld    | Allan Tornsberg / Vibeke Toft                | Europamesterskab  | Latin              | 1992 | Amatør (WDSF)       |
| Sølv    | Holger Nitsche / Charlotte Egstrand          | Europamesterskab  | Latin              | 1996 | Amatør (WDSF)       |
| Guld    | Holger Nitsche / Charlotte Egstrand          | Europamesterskab  | Latin              | 1997 | Amatør (WDSF)       |
| Guld    | Holger Nitsche / Charlotte Egstrand          | Europamesterskab  | Latin              | 1998 | Amatør (WDSF)       |
| Sølv    | Klaus Kongsdal / Victoria Franova            | Europamesterskab  | Latin              | 2003 | Amatør (WDSF)       |
| Sølv    | Klaus Kongsdal / Victoria Franova            | Europamesterskab  | Latin              | 2004 | Amatør (WDSF)       |
| Bronze  | Peter Stokkebroe / Kristina Juel Stokkebroe  | Europamesterskab  | Latin              | 2004 | Amatør (WDSF)       |
| Guld    | Klaus Kongsdal / Victoria Franova            | Europamesterskab  | Latin              | 2005 | Amatør (WDSF)       |
| Guld    | Peter Stokkebroe / Kristina Juel Stokkebroe  | Europamesterskab  | Latin              | 2006 | Amatør (WDSF)       |
| Guld    | Peter Stokkebroe / Kristina Juel Stokkebroe  | Europamesterskab  | Latin              | 2007 | Amatør (WDSF)       |
| Bronze  | Martino Zanibellato / Michelle Abildtrup     | Europamesterskab  | Latin              | 2012 | Amatør (WDSF)       |
| Bronze  | Hans Henrik Laxholm / Anne-Margrethe Laxholm | Verdensmesterskab | Standard           | 1983 | Professionel (WDC)  |
| Bronze  | Hans Henrik Laxholm / Anne-Margrethe Laxholm | Verdensmesterskab | Standard           | 1984 | Professionel (WDC)  |
| Sølv    | Hans Henrik Laxholm / Anne-Margrethe Laxholm | Verdensmesterskab | Standard           | 1986 | Professionel (WDC)  |
| Sølv    | Hans Henrik Laxholm / Anne-Margrethe Laxholm | Verdensmesterskab | Standard           | 1987 | Professionel (WDC)  |
| Guld    | Emanuel Valeri / Tania Kehlet                | Verdensmesterskab | Standard           | 2016 | Professionel (WDSF) |
| Bronze  | Bjørn Bitsch / Ashli Williamson              | Verdensmesterskab | Standard           | 2017 | Professionel (WDSF) |
| Guld    | Bjørn Bitsch / Ashli Williamson              | Verdensmesterskab | Standard           | 2018 | Professionel (WDSF) |
| Guld    | Colin James / Lene James Mikkelsen           | Verdensmesterskab | Latin              | 1984 | Professionel (WDC)  |
| Guld    | Martino Zanibellato / Michelle Abildtrup     | Verdensmesterskab | Latin              | 2013 | Professionel (WDSF) |
| Guld    | Martino Zanibellato / Michelle Abildtrup     | Verdensmesterskab | Latin              | 2014 | Professionel (WDSF) |
| Bronze  | Bo Loft Jensen / Helle Loft Jensen           | Verdensmesterskab | 10-dans            | 1992 | Professionel (WDC)  |
| Guld    | Bo Loft Jensen / Helle Loft Jensen           | Verdensmesterskab | 10-dans            | 1994 | Professionel (WDC)  |
| Guld    | Bjørn Bitsch / Ashli Williamson              | Verdensmesterskab | 10-dans            | 2017 | Professionel (WDSF) |
| Guld    | Bjørn Bitsch / Ashli Williamson              | Verdensmesterskab | 10-dans            | 2018 | Professionel (WDSF) |
| Bronze  | Nikolaj Lund / Marta Kocik                   | Verdensmesterskab | 10-dans            | 2018 | Professionel (WDSF) |
| Guld    | Peter Stokkebroe / Kristina Juel Stokkebroe  | Verdensmesterskab | Showdance Latin    | 2010 | Professionel (WDC)  |
| Guld    | Bjørn Bitsch / Ashli Williamson              | Verdensmesterskab | Showdance Standard | 2017 | Professionel (WDSF) |
| Guld    | Hans Henrik Laxholm / Anne-Margrethe Laxholm | Europamesterskab  | Standard           | 1985 | Professionel (WDC)  |
| Bronze  | Hans Henrik Laxholm / Anne-Margrethe Laxholm | Europamesterskab  | Standard           | 1987 | Professionel (WDC)  |
| Sølv    | Emanuel Valeri / Tania Kehlet                | Europamesterskab  | Standard           | 2014 | Professionel (WDSF) |
| Sølv    | Emanuel Valeri / Tania Kehlet                | Europamesterskab  | Standard           | 2015 | Professionel (WDSF) |
| Sølv    | Bjørn Bitsch / Ashli Williamson              | Europamesterskab  | Standard           | 2018 | Professionel (WDSF) |
| Sølv    | Allan Tornsberg / Vibeke Toft                | Europamesterskab  | Latin              | 1995 | Professionel (WDC)  |
| Sølv    | Peter Stokkebroe / Kristina Juel Stokkebroe  | Europamesterskab  | Latin              | 2008 | Professionel (WDC)  |
| Sølv    | Peter Stokkebroe / Kristina Juel Stokkebroe  | Europamesterskab  | Latin              | 2009 | Professionel (WDC)  |
| Guld    | Morten Løwe / Roselina Doneva                | Europamesterskab  | Latin              | 2016 | Amatør (WDC)        |
| Bronze  | Bo Loft Jensen / Helle Loft Jensen           | Europamesterskab  | 10-dans            | 1988 | Professionel (WDC)  |
| Sølv    | Bo Loft Jensen / Helle Loft Jensen           | Europamesterskab  | 10-dans            | 1992 | Professionel (WDC)  |
| Sølv    | Bo Loft Jensen / Helle Loft Jensen           | Europamesterskab  | 10-dans            | 1993 | Professionel (WDC)  |
| Sølv    | Bo Loft Jensen / Helle Loft Jensen           | Europamesterskab  | 10-dans            | 1994 | Professionel (WDC)  |